# Radovan Vlajković
Radovan Vlajković (srbsky: Радован Влајковић; 18. listopadu 1922 Buđanovci – 12. listopadu 2001 Novi Sad) byl jugoslávský komunistický politik srbské národnosti. V letech 1985–1986 byl prezidentem Jugoslávie (předsedou předsednictva SFRJ). V letech 1963–1967 byl předsedou parlamentu a v letech 1974–1981 prezidentem Socialistické autonomní oblasti Vojvodiny.
Před druhou světovou válkou pracoval jako kožedělný dělník, roku 1941 se připojil ke komunistickým partyzánům. V roce 1943 se stal členem Svazu komunistů Jugoslávie. Po válce zastával řadu státních i stranických funkcí (tajemník okresního a městského výboru v Pančevu, tajemník městského výboru a okresního výboru Svazu komunistů Srbska v Novém Sadu, člen Ústředního výboru Svazu komunistů Srbska, předseda Konfederace odborových svazů Jugoslávie pro Vojvodinu, Jugoslávie pro Vojvodinu ad.).
Je držitelem Řádu hrdiny socialistické práce, Řádu za zásluhy o lid se zlatou hvězdou, Řádu bratrství a jednoty se stříbrným věncem, Řádu za odvahu a Řádu za zásluhy o lid se stříbrnou hvězdou. Mezi jeho zahraničními vyznamenáními vyniká Řád Bílé růže Finské republiky.